# Шванн, Теодор
Теодор Шванн (нем. Theodor Schwann; 7 декабря 1810, Нойс, Первая империя, — 14 января 1882, Кёльн, Германия) — немецкий цитолог, гистолог и физиолог, автор клеточной теории.
Иностранный член Лондонского королевского общества (1879), член-корреспондент Парижской академии наук (1879), член Академии наук в Брюсселе (1841).

## Краткая биография
В 1833 году окончил медицинский факультет (Боннский университет).
В 1834—1839 годах работал у Иоганна Мюллера в анатомическом музее Берлинского университета.
С 1839 года — профессор Лувенского университета (Бельгия).
В 1848—1880 годах — профессор Льежского университета (Бельгия).

## Биологические работы Шванна
Труды Шванна относятся к различным областям биологии, например, к физиологии пищеварения, гистологии, анатомии нервной системы.
В частности, Шванн изучал:
- действие кислорода на развитие птиц из яйца;
- процесс гниения;
- брожение с участием дрожжевых грибов.

Кроме того, Т. Шванн:
- открыл пепсин (пищеварительный фермент) в 1836 году.
- изучал клеточное строение хряща и хорды под микроскопом на личинках земноводных.
- на базе работ М. Шлейдена разработал клеточную теорию.

## Разработка клеточной теории
Шванн ознакомился с трудами немецкого ботаника М. Шлейдена, которые описывали роль ядра в растительной клетке.
Сопоставляя эти работы с собственными наблюдениями, Шванн разработал собственные принципы клеточного строения и развития живых организмов.
В 1838 году Шванн опубликовал три предварительных сообщения, а в 1839 году — труд «Микроскопические исследования о соответствии в структуре и росте животных и растений».
Ф. Энгельс утверждал, что создание клеточной теории Шванном было одним из трёх величайших открытий в естествознании XIX века, наряду с законом превращения энергии и эволюционной теорией.

## Сочинения
- Т. Шванн. Микроскопические исследования о соответствии в структуре и росте животных и растений. — М.—Л., 1939.